# День солидарности с Кашмиром
День солидарности с Кашмиром (англ. Kashmir Solidarity Day) — национальный праздник Пакистана. Отмечается ежегодно с 1990 года. Этот день посвящён поддержке Пакистаном повстанческих группировок в индийской части штата Джамму и Кашмир, а также знаменует собой солидарность пакистанцев с народами Кашмира.

## История
В 1990 году Кази Хусейн Ахмад, лидер партии Джамаат-и-Ислами, предложил назначить государственным праздником День солидарности с Кашмиром. Пакистанские власти заявляют о солидарности с народами Кашмира, которая заключается в том, что пакистанцы оказывают политическую поддержку лидерам кашмирских сепаратистов. По мнению Исламабада, Джамму и Кашмир является оккупированной Индией территорией и коренные народы этого штата сражаются за свою независимость от индийского правления.